# آنتیماشه
در یاساطیر یونانی، آنتیماشه (بهیونانی باستان: Ἀντιμάχη) شهبانوی تیرینس و همسر پادشاه ائوروستئوس بود که هراکلس (هرکول) را به انجام مأموریت دوازده‌خان هرکول واداشت.

## اسطوره‌شناسی
آنتیماشه آرکادیایی تبار بود، وی دختر آمفیداماس و خواهرهیپومنس، شوهر قهرمان آتالانته بود.
آنتیماشه و همسرش اوریستئوس دارای فرزندانی به نام‌های ذیل بودند: 

ادمت، اسکندر، ایفیمدون، یوریبیوس، منتور، پریمیدس، و احتمالاً اوریپیلوس.
در سال ۲۰۱۴ آنتیماشه در فیلم هرکول با بازی باربارا پالوین ظاهر می‌شود.